# Emil Jelinek
Emil Jelinek (født 6. april 1853 i Leipzig, død 21. januar 1918 i Genève) var østrig-ungarsk erhvervsleder, diplomat og racerkører. I 1902 skabte han varemærket Mercedes, der fik navn efter hans datter Mercédès.